# 필립 토레톤

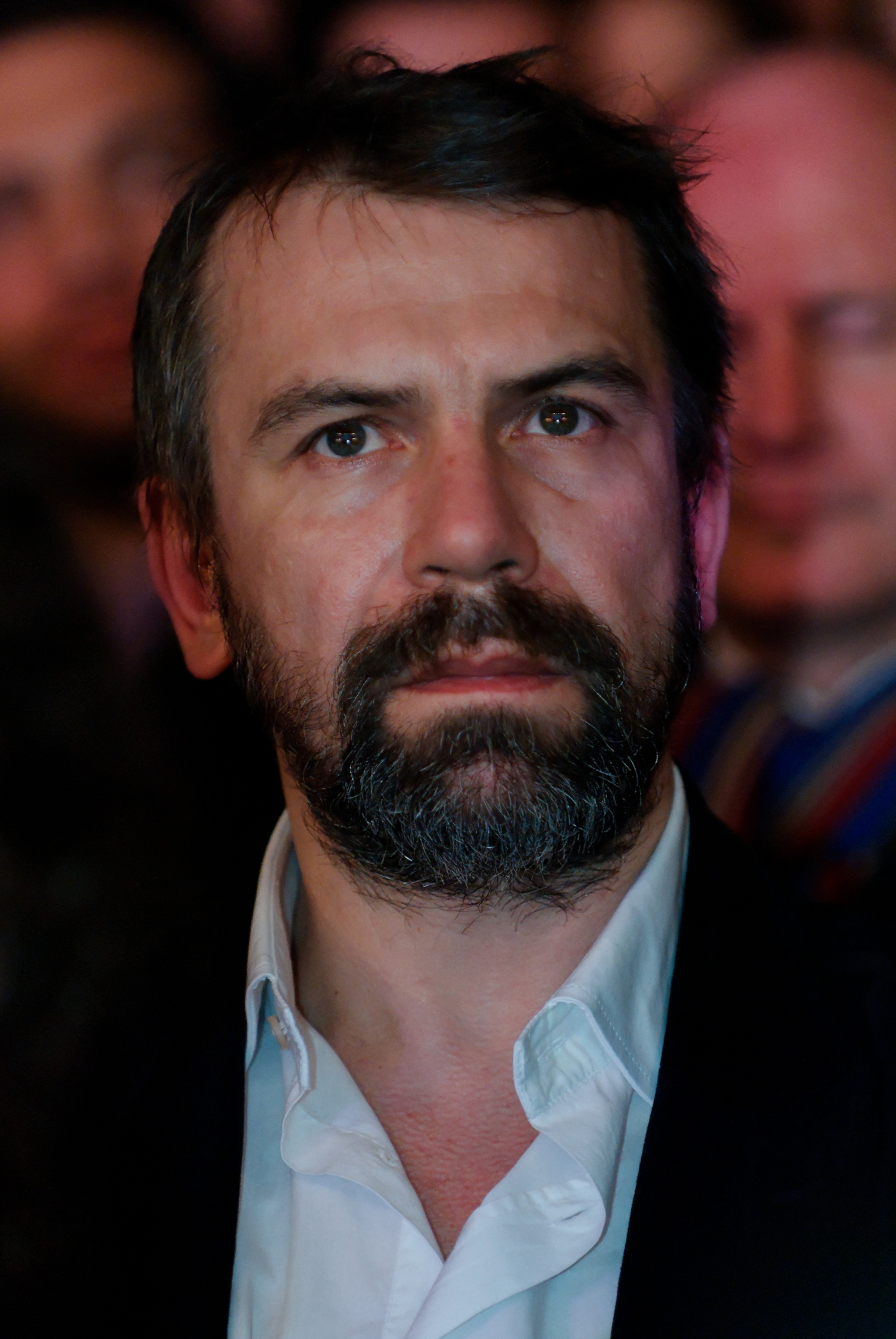

필리프 토레통(Philippe Torreton, 1965년 10월 13일 ~ )은 프랑스의 배우, 연극 배우, 영화배우이다.
루앙에서 태어났다.

## 출연 작품

### 영화
- 눈과 불 (1991년)
- L.627 (1992년)
- 나를 잊어요 (1994년)
- 검은 천사 (1994년)
- 라빠 (1995년)
- 캡틴 코낭 (1996년)
- 오늘부터 시작이야 (1999년)
- 빠르거나 느리거나 (1999년)
- 펠릭스와 롤라 (2000년)
- 메시어 N. (2003년)
- 바디 스내치 (2003년)
- 마하 2.6 - 풀 스피드 (2005년) - 버트란드 역
- 르 그랑 몬느 (2006년)
- 라 퐁텐 (2007년)
- 울잔 (2007년)
- 13구역: 얼티메이텀 (2009년) - 대통령 역
- 길티 (2011년)
- 리벨리온 (2011년) - 크리스티앙 역
- 무드 인디고 (2013년) - 장 솔 파르트르 역
- 미스터리 앳 더 루브르 뮤지엄 (2017년)

### TV
- Les Rois maudits (2005년)